# 観龍楼

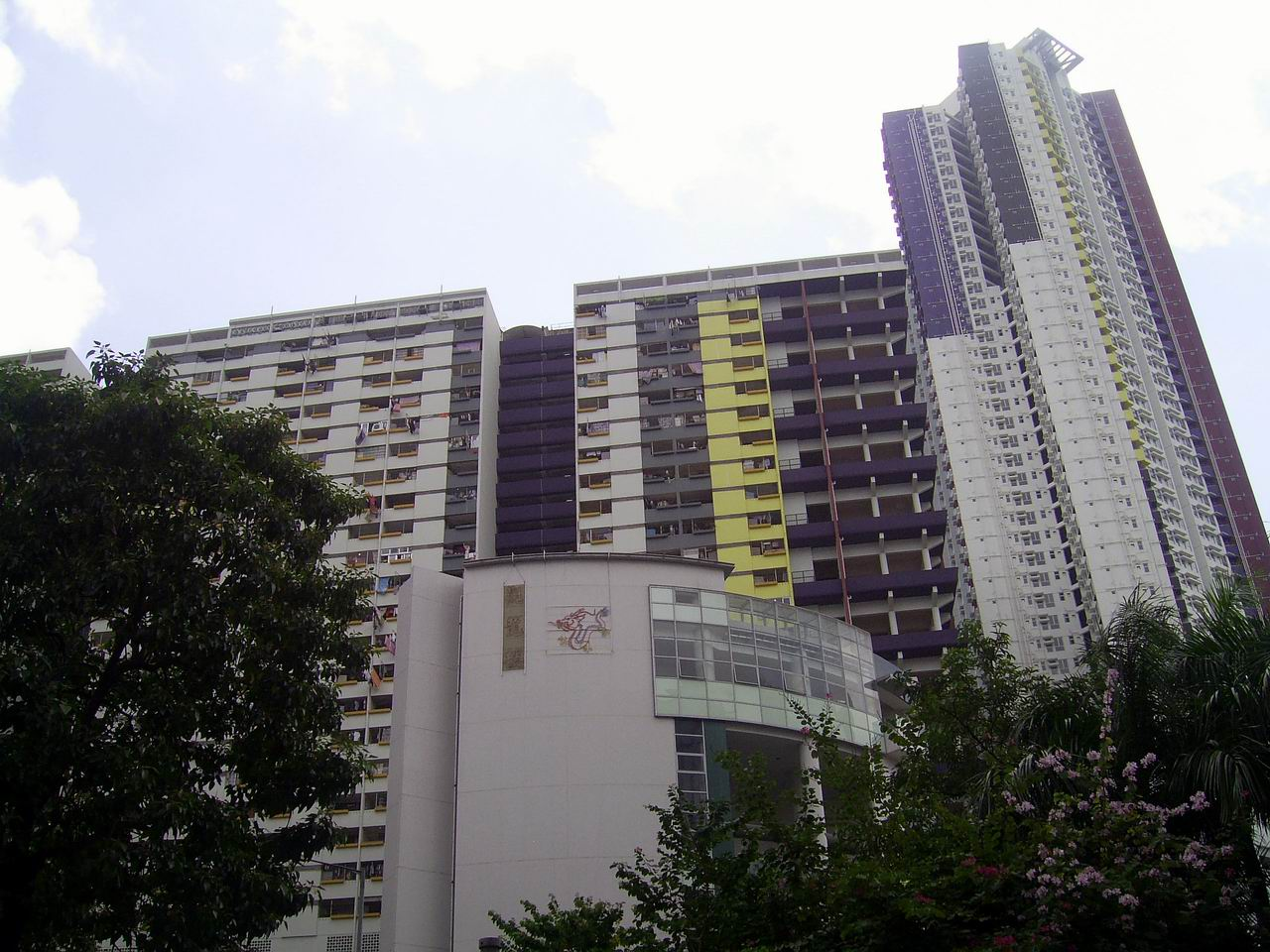
観龍楼

観龍楼（かんりゅうろう）は、香港中西区堅尼地城（ケネディタウン）にある公共屋邨。1968年に完成。ブロックAからGの7つの棟からなる。2000年より修復が行われている。
座標: 北緯22度16分50秒 東経114度07分40秒 / 北緯22.28056度 東経114.12778度